# Albrecht von Roon
Albrecht Theodor Emil Graf von Roon (ur. 30 kwietnia 1803 w Pleśnej (niem. Pleushagen) koło Kołobrzegu, zm. 23 lutego 1879 w Berlinie) – pruski feldmarszałek i polityk, jedna z najważniejszych postaci okresu zjednoczenia Niemiec. W latach 1859–1873 był pruskim ministrem wojny, a w 1873 roku premierem Prus.
W 1816 roku dołączył do korpusu kadetów w Kulm, a w 1921 rozpoczął służbę w pruskiej armii w stopniu podporucznika (niem. Leutnant). W latach 1842-1848, w stopniu majora wykładał geografię w berlińskiej szkole kadetów. W tym czasie był wównież wojskowym opiekunem arcyksięcia Fryderyka Karola. W trakcie rewolucji marcowej 1848 roku był szefem sztabu I korpusu armii tłumiącego niezadowolnie społeczne. Wówczas to poznał przyszłego cesarza niemiec  Wilhelma I. Następnie przeniesiony na stanowisko dowódcy 14. dywizji w VII korpusie armijnym w stopniu ganerała majora. W 1859 cesarz Wilhelm I mianował go ministrem wojny Prus. Na tym stanowisku, wraz z premierem von Bismarckiem przeprowadził reformę armii, której skuteczność wyskazały zwycięstwa pruskie w wojnach z Austrią w 1866 roku i z Francją w 1871 roku. W 1873 roku mianowany przez cesarza premierem Prus i awansowany do stopnia marszałka polnego (niem. Generalfeldmarschall). W tym samym roku, 9 listopada 1873 roku, przeszedł w stan spoczynku. 

## Odznaczenia
Odznaczenia feldmarszałka von Roona to między innymi:
- Order Orła Czarnego z łańcuchem (Prusy)
- Krzyż Wielki Orderu Orła Czerwonego z liśćmi dębu, mieczami i mieczami na pierścieniu (Prusy)
- Wielki Komandor Orderu Hohenzollernów (Prusy)
- Kawaler Order Świętego Jana (Prusy)
- Odznaka za Służbę Wojskową
- Krzyż Wielki Orderu Alberta Niedźwiedzia (Anhalt)
- Komandor I klasy Orderu Zasługi Wojskowej Karola Fryderyka (Badenia)
- Krzyż Wielki Orderu Zasługi Korony Bawarskiej (Bawaria)
- Krzyż Wielki Orderu Henryka Lwa (Brunszwik)
- Krzyż Wielki Orderu Gwelfów (Hanower)
- Krzyż Wielki Orderu Wilhelma (Hesja)
- Komandor 2 klasy Orderu Ludwika (Hesja)
- Krzyż Wielki Orderu Zasługi Filipa Wspaniałomyślnego (Hesja)
- Krzyż Wielki Orderu Korony Wendyjskiej (Meklemburgia)
- Krzyż Wielki Orderu Zasługi Adolfa Nassauskiego (Nassau)
- Krzyż Wielki Orderu Domowego i Zasługi (Oldenburg)
- Krzyż Wielki Orderu Alberta (Saksonia)
- Krzyż Wielki Orderu Ernestyńskiego (Saksonia)
- Krzyż Wielki Orderu Sokoła Białego (Saksonia-Weimar)
- Wielka Wstęga Orderu Leopolda (Belgia)
- Krzyż Wielki Orderu Legii Honorowej (Francja)
- Krzyż Wielki Orderu Leopolda (Cesarstwo Austrii)
- Order Świętego Aleksandra Newskiego z brylantami (Imperium Rosyjskie)